# Нео-гео
Нео-гео — неогеометричний концептуалізм, (англ. «neo-geometric» or «neo-geo» art) — один з напрямків в абстрактному мистецтві ХХ століття. 
Стиль нео-гео виник в американському мистецтві на початку 80-х років і часто розглядається як продовження традицій не так класичної геометричної абстракції першої половини XX століття, як поп-арту. 
Нео-гео — це абстракція епохи постмодернізму, що відмовилася як від утопічних амбіцій Малевича або Мондріана, так і від гранично особистого і драматичного початку абстрактного експресіонізму.
Основоположник і теоретик нео-гео Пітер Хеллі мислить власні полотна не як ідеальні моделі надлюдського універсуму, але і не як виплеск власної підсвідомості. У своїх картинах він пропонує бачити навіть не абстрактні побудови, але свого роду схеми та графіки сучасного соціуму: квадрати і прямокутники — як всілякі «осередку суспільства», лінії — як соціальні зв'язки і комунікаційні мережі. Як і личить постмодерністу, у своєму баченні сучасності Пітер Хеллі надихається ідеями французького філософа Жана Бодріяра, зокрема, поняттям, що на зміну фізичній реальності прийшла медійна гіперреальність.